# Панозеро: сердце Беломорской Карелии
Панозеро: сердце Беломорской Карелии — коллективная российско-финляндская монография 2003 года, посвященная собственно-карельской деревне Панозеро Кемского района Республики Карелия Российской Федерации.
Указом Главы Республики Карелия от 08.06.2006 г № 87 «О присуждении премий Республики Карелия в области культуры, искусства и литературы» за цикл монографий «Село Суйсарь: история, быт, культура», «Деревня Юккогуба и её округа», «Панозеро — сердце Беломорской Карелии» коллективу авторов (ведущим авторам) — Гришиной Ирине Евгеньевне, Краснопольской Тамаре Всеволодовне, Логинову Константину Кузьмичу, Орфинскому Вячеславу Петровичу, Платонову Владимиру Георгиевичу, Чернякову Олегу Владимировичу, Черняковой Ирине Александровне — присуждена премия Республики Карелия 2006 года в области культуры.
Издание осуществлено совместно Juminkeko-säätiö и Петрозаводским государственным университетом при финансовой поддержке Juminkeko-säätiö.
Основой книги служит хронологический раздел «Панозеро и его обитатели: пять веков карельской истории». Другие разделы: фольклорный; этнографический; архитектурный.
В Приложениях приводятся данные топонимики; поэтические фольклорные тексты; наблюдения музыкальной и танцевальной традиции Панозера.
В книге на материале фольклора, традиционного костюма, декоративно-прикладного творчества, жилых и хозяйственных построек раскрывается характер карельско-русского этнического взаимодействия.

## Библионим (название книги)
Панозеро, долгие годы являявшееся «административным и экономическим центром восточной части Северной Карелии» (Стр.6) ныне единственное в Беломорской Карелии крупное собственно карельское поселение, сохранившее исторически сложившуюся планировку и элементы застройки.

## Авторы
На обложке авторы не указаны.
Редактор: Орфинский, Вячеслав Петрович
- Гришина, Ирина Евгеньевна
- Капуста, Людмила Иосифовна
- Конкка, Алексей Петрович
- Кузьмин, Денис Викторович
- Лавонен, Нина Александровна

Набокова О. А., Ниеминен М., Орфинский В. П., Поздняк Н. Е., Путистин С. В., Семакова И. Б., Чернякова И. А., Яскеляйнен Е. И., Яскеляйнен А. Т.

## Содержание
Часть текста параллельно на русском и финском языках. Рез. на английском и финском языках. Библиография: с. 330—344 и в конце приложения.
ЗАГАДКИ ЭТНИЧЕСКОГО ПОРУБЕЖЬЯ
- Конкка А. П.ВВЕДЕНИЕ В ЭТНОГРАФИЧЕСКОЕ ОПИСАНИЕ, стр. 112—115
- Конкка А. П. СВЯТКИ В ПАНОЗЕРЕ, ИЛИ КРЕЩЕНСКАЯ СВИНЬЯ, стр. 130—153
- Конкка А. П. ОСВОЕНИЕ ЖИЗНЕННОГО ПРОСТРАНСТВА: ПАНОЗЕРСКИЕ КАРСИККО, стр. 214—230

ПРИЛОЖЕНИЯ
- Кузьмин Д. В. К ВОПРОСУ О ЗАСЕЛЕНИИ ТЕРРИТОРИИ ПАНОЗЕРСКОЙ ВОЛОСТИ В СВЕТЕ ДАННЫХ ТОПОНИМИКИ, стр. 345—361
- Konkka A. P. ОТ КОЛЫБЕЛИ ДО МОГИЛЬНОГО КРЕСТА (ОБРЯДЫ И ВЕРОВАНИЯ В РАССКАЗАХ ПАНОЗЕРЦЕВ), стр. 384—427

## Библиографическое описание
Панозеро: сердце Беломорской Карелии /И. Гришина, Л. Капуста, А. Конкка и др.; под ред. А. П. Конкка, В. П. Орфинского. — Петрозаводск: Juminkeko-säätiö: ПетрГУ, 2003. — 448 с.: ил., нот. + 2 отд. л. схем. ISBN 5802103604